# Rudi Vervoort
Rudi Vervoort (ur. 20 listopada 1958 w Berchem-Sainte-Agathe) – belgijski francuskojęzyczny polityk, działacz samorządowy i prawnik, od 2013 minister-prezydent Regionu Stołecznego Brukseli.

## Życiorys
Urodził się w rodzinie niderlandzkojęzycznego ojca i francuskojęzycznej matki. Ukończył studia prawnicze na Université Libre de Bruxelles. W wieku 22 lat wstąpił do francuskojęzycznej Partii Socjalistycznej. W 1988 został radnym w Evere, w 1993 dołączył do władz miejskich, a w 1998 objął stanowisko burmistrz tej miejscowości. W 1999 po raz pierwszy uzyskał mandat posła do parlamentu Regionu Stołecznego Brukseli (z powodzeniem ubiegał się o reelekcję w kolejnych wyborach), a w 2004 do parlamentu wspólnoty francuskiej.
W 2013 został nowym ministrem-prezydentem Regionu Stołecznego. Pozostał na tej funkcji po wyborach regionalnych w 2014 oraz w 2019.